# Квантова теорія поля
Ква́нтова тео́рія по́ля — область сучасної фізики, що описує основні властивості та процеси взаємодії елементарних частинок, з яких побудовані всі фізичні об'єкти світу. Основні положення цієї теорії були сформульовані в середині ХХ ст. В ній відбулося об'єднання релятивістських уявлень, розвинених Альбертом Ейнштейном у теорії відносності, і квантових ідей, що з'явилися у фізиці з народженням теорії атома, створеної Нільсом Бором, Вернером Гейзенбергом, Ервіном Шредінґером і Полем Діраком в 1920-х роках. В основі квантової теорії поля лежить уявлення про існування елементарних частинок, властивості яких описуються теорією відносності, та які в фізичних процесах, що відбуваються в мікросвіті, народжуються і знищуються як ціле, при цьому величини їхніх фізичних характеристик строго фіксовані, квантовані
У класичній теорії, формування якої в основному завершилося до початку ХХ ст., фізична картина світу складається з двох елементів — частинок і полів. Частинки — маленькі грудочки речовини, що рухаються за законами класичної механіки Ньютона. Кожна з них має 6 ступенів свободи: три з них просторові координати, наприклад {\displaystyle x,y,z}, три інші — задають моментальну швидкість або імпульс. Якщо залежність координат від часу відома, то це дає вичерпну інформацію про рух частинки. Опис полів значно складніший. Задати, наприклад, електричне поле — означає визначити його напруження {\displaystyle E} у всіх точках простору. Для опису поля необхідно знати не 3 (як для матеріальної точки), а нескінченно велике число величин у кожен момент часу; інакше кажучи, поле має нескінченне число ступенів свободи. Природно, що і закони динаміки електромагнітного поля, встановлені в основному завдяки дослідженням Майкла Фарадея і Джеймса Клерка Максвела, є складнішими за закони механіки.
Зазначена відмінність між полями і частинками є головною, хоча і не єдиною: частинки — дискретні, а поля — неперервні; електромагнітне поле (електромагнітні хвилі) може народжуватися і поглинатися, в той час як для матеріальних точок класичної механіки виникнення і зникнення невластиве; нарешті, електромагнітні хвилі можуть, накладаючись, посилювати або послаблювати і навіть повністю «гасити» одна одну (Інтерференція хвиль), чого, зрозуміло, не відбувається при накладанні потоків частинок. Хоча частинки і хвилі переплетені між собою складною мережею взаємодій, кожен із цих об'єктів виступає як носій принципово різних індивідуальних рис. Картині світу в класичній теорії притаманні виразні риси двоїстості. Відкриття квантових явищ замінило цю картину іншою, яку можна назвати двоєдиною.

## Історія появи

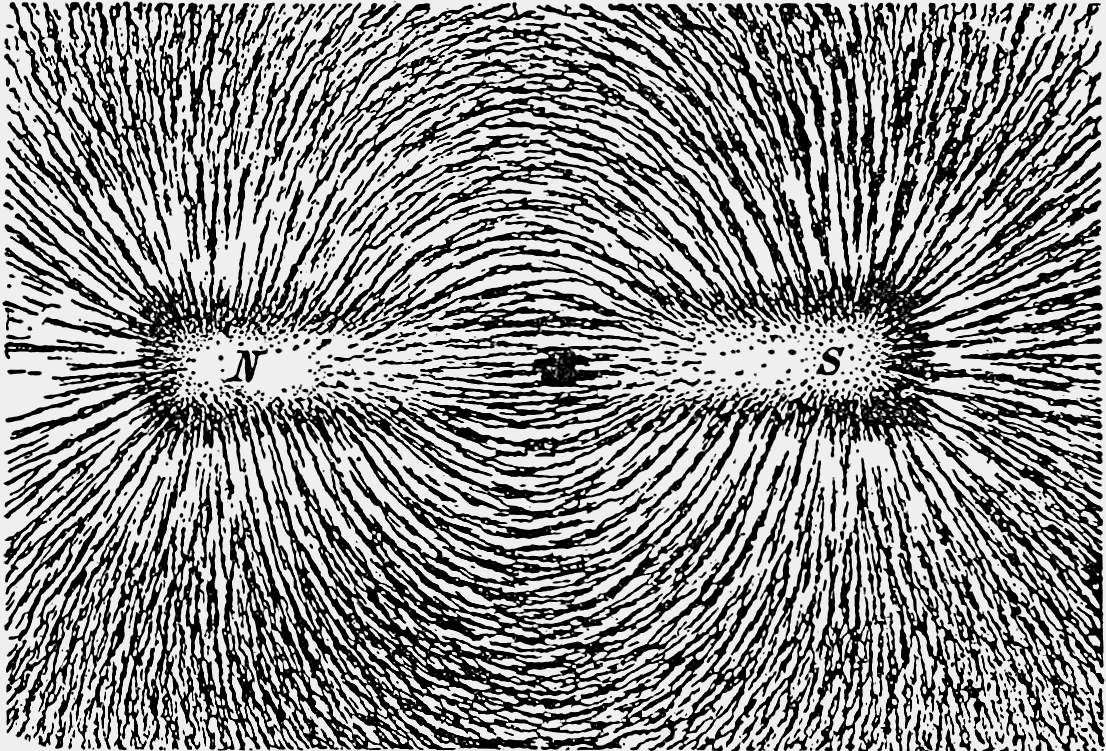
Залізна стружка орієнтується в магнітному полі постійного магніту, утворюючи картину, яка ілюструє силові лінії поля.

Квантова теорія — не просто ще одна з незліченних нині наук. Це саме та наука, яка стала основою технотронної ери, призвела до перегляду філософії знання, вплинула на політику цілих держав. По праву науку про кванти можна порівняти лише з такими злетами думки, як система Коперника, закони Ньютона, вчення про електрику. Мабуть, без перебільшення можна сказати, що квантова теорія є основою сучасного природознавства і технологічного розвитку цивілізації.
Основне рівняння квантової механіки — рівняння Шредінґера — є релятивістськи неінваріантним, що видно з несиметричного входження у рівняння часу і просторових координат. Нерелятивістське рівняння Шредінґера відповідає класичному зв'язку кінетичної енергії та імпульсу частинки {\displaystyle E=p^{2}/2m}. Релятивістське співвідношення енергії і імпульсу має вигляд {\displaystyle E^{2}=p^{2}c^{2}+m^{2}c^{4}}. Припускаючи, що оператор імпульсу в релятивістському випадку такий самий, як і в нерелятивістській області, і використовуючи дану формулу для побудови релятивістського гамільтоніана за аналогією, в 1926 році було запропоновано релятивістськи інваріантне рівняння для вільної (безспінової або з нульовим спіном) частинки (рівняння Клейна — Гордона — Фока). Однак, проблема даного рівняння полягає в тому, що хвильову функцію тут складно інтерпретувати як амплітуду ймовірності хоча б тому, що — як можна показати — густина ймовірності не буде позитивно визначеною величиною.
Дещо інший підхід був реалізований в 1928 році Полем Діраком. Дірак намагався отримати диференціальне рівняння першого порядку, яке забезпечувало б рівноправність часової і просторових координат. Оскільки оператор імпульсу пропорційний першій похідній по координатах, то гамільтоніан Дірака повинен бути лінійним щодо оператора імпульсу. З урахуванням того ж релятивістського співвідношення енергії та імпульсу на квадрат цього оператора накладаються обмеження. Відповідно і лінійні коефіцієнти також повинні задовольняти певні обмеження, а саме їхні квадрати мають дорівнювати одиниці і бути взаємно антикомутативні. Таким чином, це точно не можуть бути числові коефіцієнти. Однак, вони можуть бути матрицями, причому розмірності не менше 4, а «хвильова функція» — чотирикомпонентним об'єктом, який отримав назву біспінора. В результаті було отримано рівняння Дірака, в якому фігурують 4 матриці Дірака і чотирикомпонентна «хвильова функція». Формально рівняння Дірака записується у вигляді, аналогічному рівнянню Шредінґера з гамільтоніаном Дірака. Однак дане рівняння, втім як і рівняння Клейна — Гордона, має розв'язки з від'ємними енергіями. Ця обставина стала причиною для передбачення античастинок, що пізніше було підтверджено експериментально (відкриття позитрона). Наявність античастинок є наслідком релятивістського співвідношення між енергією та імпульсом.

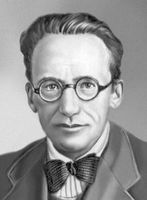
Ервін Шредінгер, засновник рівняння руху нерелятивістської квантової механіки, яке визначає закон еволюції квантової системи з часом.

Таким чином, перехід до релятивістськи інваріантних рівнянь приводить до нестандартних хвильових функцій і багаточастинної інтерпретації. Водночас до кінця 20-х років було розроблено формалізм квантового опису багаточастинкових систем (зокрема систем зі змінним числом частинок), заснований на операторах народження і знищення частинок. Квантова теорія поля також опирається на ці оператори (виражається через них).
Релятивістські рівняння Клейна-Гордона та Дірака розглядаються у квантовій теорії поля як рівняння для операторних польових функцій. Відповідно вводиться в розгляд «новий» гільбертів простір станів системи квантових полів, на які діють зазначені польові оператори. Тому іноді процедуру квантування полів називають вторинним квантуванням".

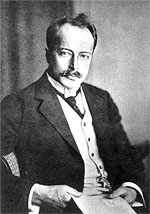
Макс Планк, німецький фізик-теоретик, найбільшим досягненням якого вважається теорія випромінювання абсолютно чорного тіла, що стала відправною точкою для побудови квантової фізики.

Спробуємо спочатку хронологічно представити етапи розвитку квантової теорії, починаючи з моменту її виникнення до наших днів.
Дата народження квантової теорії — це 1900 рік. Макс Планк прийшов до висновку, що енергія осцилятора (механічної системи) — частинки, що коливається біля положення рівноваги — змінюється дискретно. Класична фізика стверджувала, що енергію будь-якої механічної системи (осцилятора) можна змінювати тільки безперервно.
У 1905 році Альберт Ейнштейн висунув гіпотезу світлових квантів і показав, що вона пояснює феномен фотоефекту, незрозумілий з позицій хвильової теорії поширення світла. Він припустив, що світло є набір частинок-квантів з енергією, пропорційною частоті, і масою, рівною нулю. По суті справи він відродив вже забуту всіма корпускулярну теорію світла. Завдяки цій гіпотезі з'явилася можливість перенести ідею Планка про дискретність енергії з механічних систем на електромагнітне поле.
У 1913 році Нільс Бор видав працю «Про будову атомів і молекул». Він поширив ідею про дискретності можливих значень енергії осцилятора на рух електронів в атомі. Їм пояснювалася дискретність спектральних ліній, що випускаються атомами. Енергія такої лінії дорівнювала різниці енергій двох можливих станів електрона. Нільс Бор фактично інтуїтивно сформулював знамениті «правила квантування», відомі як постулати Бора.
У 1923 році Луї де Бройль висунув гіпотезу про універсальність корпускулярно-хвильового дуалізму. З рухом матеріальної частинки пов'язаний хвильовий процес. Електрон проявляє себе і як частинка і як хвиля. Не тільки фотони, але й електрони, і будь-які інші частинки поряд з корпускулярними володіють хвильовими властивостями. В 1927 році була виявлена дифракція електронів, яка підтвердила цю гіпотезу.
У 1926 Ервін Шредінгер отримав рівняння для хвильової функції і застосував його до атома водню. Підтвердилися правила квантування Бора. Були описані хвильові властивості електрона в атомі водню. З'явився спосіб, що дозволяє розраховувати всі явища атомної фізики. Було покладено початок квантової механіки. Макс Борн уточнив, що хвильова функція описує ймовірність знаходження частинки в тій чи іншій точці і є хвилею інформації.

## Класичний формалізм теорії поля

### Формалізм Лагранжа
У механіці Лагранжа функція Лагранжа {\displaystyle L} є функцією часу і динамічних змінних системи і записується у вигляді суми по всіх матеріальних точок системи. У випадку безперервної системи, яким є поле, сума замінюється просторовим інтегралом від функції щільності Лагранжа — лагранжевій щільності {\displaystyle {\mathcal {L}}}
{\displaystyle L(t)=L(x^{0})=\int {\mathcal {L}}(x^{0},\mathbf {x} )d^{3}\mathbf {x} }.
де жирним виділені просторові компоненти 4-вектора координат, а нульова компонента — час.
Дія {\displaystyle S} за визначенням є інтеграл по часу від лагранжіану
{\displaystyle S=\int dtL(t)=\int dx^{0}d^{3}\mathbf {x} {\mathcal {L}}(x^{0},\mathbf {x} )=\int d^{4}x{\mathcal {L}}(x)}
тобто дія в теорії поля є чотиривимірний інтеграл від лагранжевої щільності по чотиривимірному простору-часу. Тому в теорії поля лагранжіаном називають зазвичай лагранжеву щільність.
Поле описується польовою функцією {\displaystyle \psi (x)}, яка може бути дійсною або комплексною скалярною (псевдоскалярною), векторною, спінорною чи іншою функцією. У теорії поля передбачається, що лагранжіан залежить тільки від динамічних змінних — від польової функції і її похідних, тобто відсутня явна залежність від координат (явна залежність від координат порушує релятивістську інваріантність). Локальність теорії вимагає, щоб лагранжіан містив скінченну кількість похідних і не містив, наприклад, інтегральних залежностей. Більше того, щоб отримати диференціальні рівняння не вище другого порядку (в цілях відповідності класичній механіці) передбачається, що лагранжіан залежить тільки від польової функції та її перших похідних
{\displaystyle {\mathcal {L}}(x)={\mathcal {L}}(\psi (x),\partial _{\nu }{\psi }(x))}.
Принцип найменшої дії (принцип Гамільтона) означає, що реальна зміна стану системи відбувається таким чином, щоб дія була стаціонарним (варіація дії дорівнює нулю). Цей принцип дозволяє отримати польові рівняння руху, рівняння Ейлера-Лагранжа:
{\displaystyle {\frac {\partial }{\partial x^{\nu }}}\left({\frac {\partial {\mathcal {L}}}{\partial (\partial _{\nu }\psi )}}\right)={\frac {\partial {\mathcal {L}}}{\partial \psi }}}
Оскільки фізичні властивості системи визначаються дією, в якому лагранжіан є підінтегральним виразом, то цього лагранжіану відповідає єдина дія, але не навпаки. А саме, лагранжіани, що відрізняються один від одного повної 4-дивергенцією деякого 4-вектора {\displaystyle {\mathcal {L}}'(x)={\mathcal {L}}(x)+\partial _{\nu }f^{\nu }(x)} фізично еквівалентні.

#### Лагранжіан системи полів
Лагранжіан системи полів, що не взаємодіють між собою (вільних), є просто сумою лагранжіанів окремих полів. Рівняння руху для системи вільних полів — це сукупність рівнянь руху окремих полів.
Взаємодія полів враховується в лагранжіані додаванням нелінійних доданків. Таким чином, повний лагранжіан системи полів із урахуванням взаємодії є сумою вільних лагранжіанів {\displaystyle {\mathcal {L}}_{0}} та лагранжіану взаємодії {\displaystyle {\mathcal {L_{I}}}}:
{\displaystyle {\mathcal {L}}={\mathcal {L}}_{0}+{\mathcal {L_{I}}}}
Введення лагранжіану взаємодії призводить до неоднорідності та нелінійності рівнянь руху. Лагранжіани взаємодії зазвичай є поліноміальними функціями (не нижче третього степеня), помноженими на деяку числову сталу — так звану константу зв'язку. Лагранжіан взаємодії може бути пропорційний третьому або четвертому степеню самої польової функції, добутку різних польових функцій (загальний степінь повинен бути не нижче третього).

### Формалізм Гамільтона
Від формалізму Лагранжа можна перейти до формалізму Гамільтона аналогічно до того, як здійснюється перехід від механіки Лагранжа до механіки Гамільтона. Польова функція тут виступає як узагальнена (канонічна) координата. Відповідно необхідно визначити також і узагальнений (канонічний) імпульс, пов'язаний з цією координатою стандартною формулою:
{\displaystyle \pi (t,\mathbf {x} )={\frac {{\partial }{\mathcal {L}}(\psi ,\partial _{\nu }{\psi })}{{\partial }{\dot {\psi }}(t,\mathbf {x} )}}}
Тоді гамільтоніан поля (густина гамільтоніана) дорівнює за визначенням
{\displaystyle {\mathcal {H}}=\pi {\dot {\psi }}-{\mathcal {L}}}
Рівняння руху у формалізмі Гамільтона мають вигляд:
{\displaystyle {\dot {\psi }}={\frac {\partial {\mathcal {H}}}{\partial \pi }},{\dot {\pi }}=-{\frac {\partial {\mathcal {H}}}{\partial \psi }}}
Динаміка будь-яких величин {\displaystyle F(\psi ,\pi )} в рамках формалізму Гамільтона підпорядковується наступним рівнянням:
{\displaystyle {\dot {F}}=\{F,{\mathcal {H}}\}}
де фігурними дужками позначено дужки Пуассона. При цьому для самих функцій {\displaystyle \psi } та {\displaystyle \pi } виконується наступне:
{\displaystyle \{\psi (\mathbf {x} ,t),\pi (\mathbf {y} ,t)\}=1,\qquad \{\psi (\mathbf {x} ,t),\psi (\mathbf {y} ,t)\}=\{\pi (\mathbf {x} ,t),\pi (\mathbf {y} ,t)\}=0}
Співвідношення з участю дужок Пуассона зазвичай і є основою для квантування полів, коли польові функції замінюються відповідними операторами, а дужки Пуассона — на комутатор операторів.

## Кванти— переносники взаємодії
У класичній електродинаміці взаємодія між зарядами і струмами здійснюється через поле: заряд породжує поле і поле діє на інші заряди. У квантовій теорії взаємодія поля і заряду виглядає як випромінювання і поглинання зарядом квантів поля — фотонів. Взаємодія між зарядами, наприклад, між двома електронами в квантовій теорії поля є результатом обміну фотонами: кожен з електронів випромінює фотони, які потім поглинаються іншим електроном. Це справедливо і для інших фізичних полів: взаємодія в квантовій теорії поля — результат обміну квантами поля.

## Кванти електромагнітного поля
У 1900 році Макс Планк для пояснення закономірностей теплового випромінювання тіл вперше запровадив у фізику поняття про порції або кванти, випромінювання. Енергія {\displaystyle E} такого кванта пропорційна частоті {\displaystyle \nu } випромінюваної електромагнітної хвилі, {\displaystyle E=hv}, де коефіцієнт пропорційності {\displaystyle h} пізніше був названий сталою Планка. Альберт Ейнштейн узагальнив цю ідею Планка щодо дискретності випромінювання, припустивши, що така дискретність не пов'язана з особливим механізмом взаємодії випромінювання з речовиною, а внутрішньо властива самому електромагнітному випромінюванню. Електромагнітне випромінювання складається з квантів — фотонів. Ці уявлення отримали експериментальне підтвердження — на їхній основі були пояснені закономірності фотоефекту та ефекту Комптона. Таким чином, електромагнітному випромінюванню притаманні риси дискретності, які раніше приписувалися лише частинкам. Подібно до частинки (корпускули) фотон має певну енергію, імпульс та спін і завжди існує як єдине ціле. Однак поряд з корпускулярними фотон має і хвильові властивості, що проявляються, наприклад, у явищах дифракції світла та інтерференції світла. Тому його можна було б назвати «хвиле-частинкою».
Можна не відрізняти елементарні (або фундаментальні) й складові частинки у термінах полів, якщо використовувати розділення полів на фундаментальні й складові. Частинки, які отримуються з вакууму дією фундаментальних полів у першій степені, називають елементарними (або фундаментальними, тобто такими, які несуть "квант" фундаментального поля); інші частинки називають складовими частинками (або пов'язаними станами того чи іншого числа "квантів" фундаментальних полів). На практиці застосовуються внутрішні симетрії й "квантові числа" (заряди) полів.

## Корпускулярно-хвильовий дуалізм
Двоєдине, корпускулярно-хвильове уявлення про кванти електромагнітного поля — фотони — було поширене Луї де Бройлем на всі види матерії. І електрони і протони, і будь-які інші частинки, за гіпотезою де Бройля мають не тільки корпускулярні, але і хвильові властивості. Це кількісно виявляється у співвідношеннях де Бройля, що зв'язують такі «корпускулярні» величини як енергія E і імпульс р частинки з величинами, характерними для хвильового опису, — довжиною хвилі {\displaystyle \lambda } і частотою {\displaystyle v}:
{\displaystyle E=hv}, {\displaystyle \mathbf {p} =\mathbf {n} {\frac {h}{\lambda }}}
де {\displaystyle \mathbf {n} } — одиничний вектор, який вказує напрямок розповсюдження хвилі. Корпускулярно-хвильовий дуалізм (що підтверджується експериментально) зажадав перегляду законів руху і самих способів опису об'єктів, що рухаються. Виникла квантова або хвильова механіка. Найважливішою рисою цієї теорії є ідея імовірнісного опису руху мікрооб'єктів. Величиною, що описує стан системи в квантовій механіці (наприклад, електрона, що рухається в заданому полі), є амплітуда ймовірності, або хвильова функція {\displaystyle \psi (x,y,z,t)}. Квадрат модуля хвильової функції, {\displaystyle \mid \psi (x,y,z,t,)\mid ^{2}} ,визначає імовірність виявити частинку в момент t у точці з координатами х, у, z. Енергія, імпульс і всі інші «корпускулярні» величини можуть бути однозначно визначені, якщо відома ψ(х, у, z, t). При такому ймовірнісному описі можна говорити про «точковість» частинок, Це знаходить своє відображення у так званій локальності взаємодії (близькодії), що означає, що взаємодія, наприклад, електрона з деяким полем визначається лише значеннями цього поля і хвильової функції електрона, взятими в одній і тій же точці простору і в один і той же момент часу. У класичній електродинаміці локальність означає, що точковий заряд відчуває вплив поля лише в тій точці, в якій перебуває, і не реагує на поле у всіх інших точках.
Як носій інформації про корпускулярні властивості частинки, амплітуда ймовірності {\displaystyle \psi (x,y,z,t)} в той же час відображає і її хвильові властивості. Рівняння, що визначає {\displaystyle \psi (x,y,z,t)}, — рівняння Шредінґера є рівнянням хвильового типу (звідси назва — хвильова механіка); для {\displaystyle \psi (x,y,z,t)} має місце принцип Суперпозиції, що і дозволяє описувати інтерференційні явища.
Тобто, зазначена вище двоєдиність знаходить відображення в самому способі квантово-механічного опису, усуває різку межу, що розділяла в класичній теорії поля та частки. Цей опис продиктовано корпускулярно-хвильовою природою мікрооб'єктів, і його правильність перевірена на величезному числі явищ.

## Симетрії в квантовій теорії поля
Визначення та види симетрій
Симетріями у квантовій теорії поля називаються перетворення координат і (або) польових функцій, щодо яких інваріантні рівняння руху, а значить інваріантна дію. Самі перетворення при цьому утворюють групу. Симетрії називаються глобальними, якщо відповідні перетворення не залежать від 4-координат. В іншому випадку говорять про локальні симетрії. Симетрії можуть бути дискретними або неперервними. В останньому випадку група перетворень є неперервною (топологічною), тобто в групі задана топологія, щодо якої групові операції неперервні. В квантовій теорії поля проте зазвичай використовується вужчий клас груп — групи Лі, в яких задана не тільки топологія, але і структура диференційовного многовиду. Елементи таких груп можна представити як диференційовані (голоморфні або аналітичні) функції скінченного числа параметрів. Групи перетворень зазвичай розглядаються в деякому поданні — елементам груп відповідають операторні (матричні) функції параметрів.

### Дискретні симетрії. CPT-теорема
Найважливіше значення мають наступні види перетворення:
- {\displaystyle C} — зарядове спряження — заміна польових функцій на спряжені.
- {\displaystyle P} — парність — зміна знаків просторових змінних на протилежні.
- {\displaystyle T}  — обернення часу — зміна знака часової змінної.

Доведено, що в локальній квантової теорії поля має місце {\displaystyle CPT}-симетрія, тобто інваріантність щодо одночасного застосування цих трьох перетворень.

## Квантоване вільне поле
Розглянемо електромагнітне поле, або — в термінах квантової теорії — поле фотонів. Таке поле має запас енергії і може віддавати її порціями. Зменшення енергії поля {\displaystyle h\nu } означає зникнення одного фотона частоти {\displaystyle \nu }, або перехід поля в стан з меншим на одиницю числом фотонів. В результаті послідовності таких переходів урешті-решт утворюється стан, в якому число фотонів дорівнює нулю, і подальша віддача енергії полем стає неможливою. Однак, з точки зору квантової теорії поля, електромагнітне поле не перестає при цьому існувати, воно знаходиться в стані з найменшою можливою енергією. Оскільки в такому стані фотонів немає, його природно назвати вакуумним станом електромагнітного поля, або фотонним вакуумом. Отже, вакуум електромагнітного поля — найнижчий енергетичний стан цього поля.
Уявлення про вакуум як про один із станів поля, настільки незвичайне з точки зору класичних понять, є фізично обґрунтованим. Електромагнітне поле у вакуумному стані не може віддавати енергію, але з цього не випливає, що вакуум взагалі не може проявити себе жодним чином. Фізичний вакуум — не «пусте місце», а стан з важливими властивостями, які проявляються в реальних фізичних процесах. Аналогічно, і для інших частинок можна ввести уявлення про вакуум як про найнижчий енергетичний стан полів цих частинок. При розгляді полів, що взаємодіють між собою, вакуумним називають найнижчий енергетичний стан всієї системи цих полів.
Якщо полю, що знаходиться у вакуумному стані, надати достатню енергію, то відбувається збудження поля, тобто народження частинки — кванта цього поля. Тобто, з'являється можливість описати народження частинок як перехід із «неспостережуваного» вакуумного стану в реальний стан. Такий підхід дозволяє перенести в квантову теорію поля добре розроблені методи квантової механіки — звести зміну кількості часток цього поля до квантових переходів цих частинок з одних станів в інші.
Взаємні перетворення частинок, народження одних і знищення інших, можна кількісно описувати за допомогою так званого методу вторинного квантування, який запропонував в 1927 році Поль Дірак з подальшим розвитком в роботах Володимира Олександровича Фока у 1932 році.

## Вторинне квантування
Перехід від класичної механіки до квантової називають просто квантуванням, або рідше — «первинним квантуванням». Як вже говорилося, таке квантування не дає можливості описувати зміни чисел частинок в системі. Основною рисою методу вторинного квантування є введення операторів, що описують народження та знищення частинок. Пояснимо дію цих операторів на простому прикладі (або моделі) теорії, в якій розглядаються однакові частинки, що знаходяться в одному і тому ж стані. Наприклад, всі фотони вважаються такими, що мають однакову частоту, напрям поширення і поляризацію. Оскільки число частинок у даному стані може бути довільним, то цей випадок відповідає бозе-частинкам, або бозонам, що підпорядковується статистиці Бозе — Ейнштейна.

### Статистика Бозе— Ейнштейна
Для частинок, що підкоряються статистиці Бозе — Ейнштейна, ймовірність переходу зі стану в стан k q є  {\displaystyle W(k,q)=w(k,q)N_{k}(N_{q}+1)} де {\displaystyle w(k,q)} — елементарна ймовірність, що розраховується стандартними методами квантової механіки. Оператори, що змінюють числа заповнення станів на одиницю, працюють так само як оператори народження і знищення в задачі про одновимірному гармонічному осциляторі:
{\displaystyle [{\hat {a}}_{i},{\hat {a}}_{j}^{\dagger }]=\delta _{ij},\ [{\hat {a}}_{i},{\hat {a}}_{j}]=0,}
де квадратні дужки означають комутатор, а {\displaystyle \delta _{ij}} — символ Кронекера.

### Статистика Фермі— Дірака
Для частинок, що підкоряються статистиці Фермі — Дірака, ймовірність переходу зі стану в стан є {\displaystyle W(k,q)=w(k,q)N_{k}(1-N_{q})}, де {\displaystyle w(k,q)} — елементарна ймовірність, що розраховується стандартними методами квантової механіки, а {\displaystyle N_{k},N_{q}} можуть приймати значення тільки {\displaystyle 0,1}. Для ферміонів використовуються інші оператори, які задовольняють антикомутаційні співвідношення:
{\displaystyle \left\{{\hat {a}}_{i},{\hat {a}}_{j}^{\dagger }\right\}={\hat {a}}_{i}{\hat {a}}_{j}^{\dagger }+{\hat {a}}_{j}^{\dagger }{\hat {a}}_{i}=\delta _{ij},\ \left\{{\hat {a}}_{i},{\hat {a}}_{j}\right\}=0.}

## Польові методи квантової теорії багатьох частинок
Математичні методи квантової теорії поля знаходять застосування при описі систем, що складаються з великого числа частинок: у фізиці твердого тіла, атомного ядра і так далі. Роль вакуумних станів у твердому тілі, наприклад, відіграють найнижчі енергетичні стани, в які система переходить при мінімальній енергії (тобто при температурі Т = 0). Якщо надати системі енергію (наприклад, підвищуючи її температуру), вона перейде в збуджений стан. При малих енергіях процес збудження системи можна розглядати як утворення деяких елементарних збуджень — процес, подібний до народження частинок у квантовій теорія поля Окремі елементарні збудження в твердому тілі ведуть себе подібно до частинок — характеризуються певною енергією, імпульсом, спіном. Вони називаються квазічастинками. Еволюцію системи можна представити як зіткнення, розсіяння, знищення та народження квазічастинок, що  відкриває шлях до широкого застосування методів квантової теорії поля. Одним із найяскравіших прикладів, що показують плідність методів квантової теорії поля у вивченні твердого тіла, є теорія надпровідності.

## Теорія розсіювання
КТП повинна бути основою для теорії елементарних частинок, тому вона повинна містити необхідні компоненти релятивістської теорії зіткнень. Якщо локальна теорія поля призначена для опису фізичних явищ, то окрім польових спостережуваних вона повинна містити ще спостережувані частинки. Мінімальна вимога полягає в тому, щоби теорія давала усі прогнози для експериментів по вивченню зіткнень, які охоплюються звичайним формулюванням S-матриці. Стандартний підхід для забезпечення цього полягає у тому, що на поле накладаються асимпотичні умови. Асимпотична умова - це вимога, щоб теорія поля припускала інтерпретацію у термінах асимпотичних спостережуваних, які відповідають частинкам із певними масою та зарядом. 
Для забезпечення цього потрібні два ізометричних пуанкаре-інваріантних оператора {\displaystyle \Phi ^{in},\Phi ^{out}} з фоківського простору {\displaystyle {\mathfrak {F}}} (асимпотично) вільних частинок, вкладених до фізичного гільбертового простору {\displaystyle {\mathcal {H}}.} Узагальнене позначення цих операторів виглядає наступним чином {\displaystyle \Omega ^{ex},} де {\displaystyle ex} (скорочено з англ. exterior - назовнішній) приймає два стани - in та out. Ізометричні оператори {\displaystyle \Phi ^{ex}:{\mathfrak {F}}\rightarrow {\mathcal {H}}} створюють картину розсіювання. 

## Квантова теорія поля як узагальнення квантової механіки
Квантова механіка успішно розв'язала важливу проблему — проблему атома, а також дала ключ до розуміння багатьох інших загадок мікросвіту. Але водночас «найстарше» з полів — електромагнітне поле — описувалося у цій теорії класичними рівняннями Максвелла, тобто розглядалося по суті як класичне неперервне поле. Квантова механіка дозволяє описувати рух електронів, протонів та інших частинок, а не їхнє народження та знищення, тобто застосовується лише для опису систем з незмінним числом частинок. Найцікавіша в електродинаміці задача про випромінювання і поглинання електромагнітних хвиль зарядженими частинками, що на квантовій мові відповідає народженню або знищенню фотонів, по суті виявляється поза межами її компетенції. При квантовомеханічному розгляді, наприклад, атома водню можна отримати дискретний набір значень енергії електрона, моменту кількості руху та інших фізичних величин, що характеризують  різні станів атома, можна знайти, яка ймовірність знайти електрон на певній відстані від ядра, але переходи атома з одного стану в інший, що супроводжуються випромінюванням або поглинанням фотонів, описати не можна (принаймні послідовно). Квантова механіка дає лише наближений опис атома, справедливий настільки, наскільки можна знехтувати ефектами випромінювання.
Народжуватися і зникати можуть не тільки фотони. Одна з  загальних властивостей мікросвіту — універсальне взаємне перетворення частинок. «Мимовільно» (на перший погляд) або в процесі зіткнень одні частинки зникають, і на їхньому місці з'являються інші. Так, фотон може породити пару електрон-позитрон, при зіткненні протонів і нейтронів можуть народжуватися пі-мезони. Пі-мезон розпадається на мюон і Нейтрино тощо. Опис процесів такого роду  потребував подальшого розвитку квантової теорії. Однак нове коло проблем не вичерпується описом взаємних перетворень частинок, їхнім народженням та знищенням. Загальніше і глибше завдання полягало в тому, щоб «проквантувати» поле, тобто побудувати квантову теорію систем з нескінченним числом ступенів вільності. Потреба в цьому була тим більш нагальною, що встановлення корпускулярно-хвильового дуалізму виявило хвильові властивості в усіх «частинок». Розв'язок зазначених проблем і є метою узагальнення квантової механіки, яке називається квантовою теорією поля.
Щоб пояснити перехід від квантової механіки до квантової теорії поля, можна скористатися наочною аналогією. Розглянемо спочатку один гармонічний осцилятор — матеріальну точку, що коливається подібно до маятника. Перехід від класичної механіки до квантової при описі такого маятника виявляє ряд принципово нових обставин: допустимі значення енергії виявляються дискретними, зникає можливість одночасного визначення координати і імпульсу точки. Однак об'єктом розгляду залишається маятник (осцилятор), тільки величини, які описували його стан в класичній теорії, замінюються, відповідно до загальних положень квантової механіки,  операторами.
Уявімо, що весь простір заповнений такого роду осциляторами. Замість того щоб якось «нумерувати» ці осцилятори, можна просто вказувати координати точок, в яких кожен із них знаходиться, — так здійснюється перехід до поля осциляторів, число ступенів свободи якого, очевидно, нескінченно велике.
Опис такого поля можна проводити різними методами. Один з них полягає в тому, щоб простежити за кожним з осциляторів. При цьому на перший план виступають величини, які називають локальними, тобто задані для кожної з точок простору і часу, оскільки саме координати «позначають» вибраний осцилятор. При переході до квантового опису ці локальні класичні величини, що описують поле, замінюються локальними операторами. Рівняння, які в класичній теорії описували динаміку поля, перетворюються в рівняння для відповідних операторів. Якщо осцилятори не взаємодіють один з одним, або з деяким іншим полем, то для такого поля вільних осциляторів загальна картина, незважаючи на нескінченне число ступенів свободи, виходить відносно простою; при наявності взаємодій виникають ускладнення.
Інший метод опису поля заснований на тому, що вся сукупність коливань осциляторів може бути представлена як набір хвиль, що розповсюджуються в даному полі. У разі осциляторів, що не взаємодіють, хвилі виявляються незалежними; кожна з них є носієм енергії, імпульсу, може характеризуватися певною поляризацією. При переході від класичного розгляду до квантового, коли рух кожного осцилятора описується ймовірнісними квантовими законами, хвилі також набувають імовірнісний сенс. Але з кожною такою хвилею (за корпускулярно-хвильовим дуалізмом) можна зіставити частинку, що має ті ж, що і хвиля, енергію і імпульс (а отже, і масу),  та має спін (класичним аналогом якого є момент кількості руху циркулярно поляризованої хвилі). Цю «частинку», звичайно, не можна ототожнити ні з одним з осциляторів поля, узятим окремо, — вона є результатом процесу, що охоплює нескінченно велике число осциляторів, і описує якесь збудження поля. Якщо осцилятори не незалежні (є взаємодія), то це позначається і на «хвилях порушення» або на відповідних їм «частинках порушення» — вони перестають бути незалежними, можуть розсіюватися одна на одній, народжуватися і зникати. Вивчення поля, тобто, можна звести до розгляду квантованих хвиль (або «частинок») збуджень. Більш того, жодних інших «частинок», крім «частинок порушення», при даному методі опису не виникає, оскільки кожна частинка-осцилятор окремо в намальовану загальну картину квантованого осциляторного поля не входить.
Розглянута «осциляторна модель» поля має в основному ілюстративне значення (хоча, наприклад, вона досить повно пояснює, чому у фізиці твердого тіла методи квантової теорії поля є ефективним інструментом теоретичного дослідження). Проте вона не тільки відображає загальні важливі риси теорії, але й дозволяє зрозуміти можливість різних підходів до проблеми квантового опису полів.
Перший з описаних вище методів ближче до так званої гейзенбергівської картини (або подання Гейзенберга) квантового поля. Другий — до «подання взаємодії», яке має перевагу більшої наочності і тому, як правило, буде використовуватися наділі в цій статті. При цьому, звичайно, будуть розглядатися різні фізичні поля, які не мають механічної природи, як поля механічних осциляторів. Так, розглядаючи електромагнітне поле, було б неправильним шукати за електромагнітними хвилями якісь механічні коливання: в кожній точці простору коливаються (тобто змінюються в часі) напруженості електричного {\displaystyle \mathbf {E} } і магнітного {\displaystyle \mathbf {H} } полів. В гейзенбергівській картині опису електромагнітного поля об'єктами теоретичного дослідження є оператори {\displaystyle (x)} і Ĥ{\displaystyle (x)} (та інші оператори, які через них виражаються), що з'являються на місці класичних величин. У другому з розглянутих методів на перший план виступає задача опису збуджень електромагнітного поля. Якщо енергія «частинки порушення» дорівнює {\displaystyle E}, а імпульс {\displaystyle p}, то довжина хвилі {\displaystyle \lambda } і частота ν відповідної їй хвилі визначаються формулами. Носій цієї порції енергії та імпульсу — квант вільного електромагнітного поля, або фотон. Отже, розгляд вільного електромагнітного поля зводиться до розгляду фотонів.
Історично квантова теорія електромагнітного поля почала розвиватися першою і досягла певної завершеності; тому квантовій теорії електромагнітних процесів — квантовій електродинаміці — відводиться у статті основне місце. Однак, окрім електромагнітного поля, існують і інші типи фізичних полів: мезонні поля різних типів, поля нейтрино і антинейтрино, нуклонні, гіперонні. Якщо фізичне поле є вільним, тобто не зазнає жодних взаємодій, в тому числі й самовпливу, то його можна розглядати як сукупність незалежних квантів поля,  які часто просто називають частинками даного поля. При наявності взаємодій (наприклад, між фізичними полями різних типів) незалежність квантів втрачається, а коли взаємодії починають домінувати в динаміці полів, втрачається і плідність самого введення цих квантів полів (принаймні, для тих етапів процесів у цих полях, для яких не можна знехтувати взаємодією). Квантова теорія таких полів недостатньо розроблена і надалі майже не обговорюється.

## Труднощі і проблеми квантової теорії поля
Успіхи квантової електродинаміки вражають, але не цілком зрозумілі. Ці успіхи пов'язані з аналізом тільки найпростіших, нижчих діаграм Фейнмана, враховують лише невелике число віртуальних частинок, або — математичною мовою — нижчі наближення теорії збурень. До кожної з таких діаграм можна додавати (розглядаючи вищі наближення) незліченне число дедалі складніших діаграм вищих порядків, що включають дедалі більшу кількість внутрішніх ліній (кожна така внутрішня лінія відповідає віртуальній частинці). Правда, в такі ускладнені діаграми, буде входити дедалі більше число вершин, а кожна  вершина вносить у вираз для амплітуди ймовірності процесу множник пропорційний сталій взаємодії (для квантовової електродинаміки це корінь квадратний зі сталої тонкої структури {\displaystyle e/{\sqrt {\hbar c}}}, де {\displaystyle e} — елементарний електричний заряд, {\displaystyle \hbar } — зведена стала Планка, {\displaystyle c} — швидкість світла.  Стала тонкої структури  {\displaystyle \alpha =e^{2}/(\hbar c)\approx 1/137}. ).
Якщо записати амплітуду у вигляді суми членів зі з наростаючими степенями величини {\displaystyle \alpha =e^{2}/(\hbar c)} (математично побудова такої суми, або ряду, відповідає застосування методу теорії збурень), то кожному наступному члену буде відповідати діаграми Фейнмана з дедалі більшим числом внутрішніх ліній. Тому кожен член ряду має бути  приблизно на два порядки (у сто разів) меншим від попереднього. Тому, здавалося б, справді, вищі діаграми дають незначний внесок і можуть бути відкинуті. Однак уважніший розгляд показує, що, оскільки число таких відкинутих діаграм нескінченно велике, оцінка їхнього внеску не проста і не очевидна. Завдання ускладнюється ще й тим, що {\displaystyle \alpha } — виступає в комбінації з множником, пропорційним логарифму енергії, так що при високих енергіях метод збурень виявляється неефективним.
Якщо у квантовій електродинаміці дана проблема може здатися не дуже актуальною, оскільки тут теорія чудово описує досвід, то в теоріях інших полів становище інше.

### Проблема перенормування. Аналіз труднощів теорії
До появи ідеї перенормування квантова теорія поля не могла розглядатися як несуперечлива побудова, оскільки в ній з'являлися безглузді нескінченно великі значення  для деяких фізичних величин та  бракувало розуміння того, що ж з ними робити. Ідея перенормування не тільки пояснила спостережувані ефекти, але одночасно надала всій теорії риси логічної замкненості, усунувши з неї розбіжності.
Образно кажучи, було запропоновано метод урахування змін «шуби» фізичних частинок у залежності від зовнішніх умов. У той же час саме «одягання» частинки випадає з розгляду. Частинка розглядається як ціле в її зовнішніх проявах, тобто у взаємодії з іншими частинками.
Далеко не завжди програма перенормування може бути проведена успішно, тобто перенормування скінченного числа величин усуває недоліки. У деяких випадках розгляд діаграм дедалі  вищого порядку призводить до появи розбіжностей нових типів — тоді кажуть, що теорію перенормувати неможливо. Такою є, наприклад, теорія слабких взаємодій. Можливо, тут теорія зустрічається з такими об'єктами, внутрішня структура яких позначається в їхніх взаємодіях.
Таким чином, метод збурень, в якому як відправний пункт використовується уявлення про вільні поля, а потім розглядається дедалі складніша картина взаємодій, виявляється ефективним у квантовій електродинаміці, оскільки в цій теорії з допомогою перенормування можна отримати результати, що добре узгоджуються з експериментом. Однак навіть у цій теорії проблема розбіжностей не може вважатися розв'язаною (сингулярності не усуваються, а тільки ізолюються). В інших теоріях ситуація ще складніша: в теорії сильних взаємодій метод збурень перестає працювати, в до теорії слабких взаємодій перенормування незастосовне. Тобто існують безперечні фундаментальні труднощі квантової теорії поля, які поки не знайшли розв'язку.
Є декілька тенденцій пояснення причин виникнення цих труднощів. Згідно з однією з точок зору, всі труднощі зумовлені неправильним методом розв'язання рівнянь квантової теорії поля. Справді, метод збурень має очевидні мінуси; більше того, саме він породжує, наприклад, проблему перенормування. Якщо користуватися гейзенбергівською картиною при описі полів, то можна уникнути необхідності вводити «математичні» частинки і розглядати, як вони надалі «одягаються». Єдині частинки, які при цьому фігурують в теорії, — «фізичні». Але, щоб ввести такі частинки, треба прийняти, що всі взаємодії починаються в певний (хоча, можливо, і дуже віддалений) момент, а потім, в майбутньому (яке також може бути дуже далеким) закінчуються. Таке уявлення справді близьке до того, що виступає в експерименті, де взаємодія починається, коли якісь частинки налітають на інші частинки-мішені, а продукти, які утворилися при зіткненні, після закінчення деякого часу розлітаються так далеко, що взаємодія між ними припиняється. Можливість розглядати асимптотично (тобто, у моменти часу {\displaystyle t=(-\infty )} та {\displaystyle t=(+\infty )} вільні поля, а отже, і частинки, не знімає, однак, усіх труднощів, оскільки досить ефективних методів розв'язання рівнянь для гейзенбергівських операторів поки знайти не вдалося. Таким чином, відповідно до цієї точки зору, причина ускладнень — у невмінні досить коректно розв'язувати рівняння квантової теорії поля.
Поширена також думка, що навіть позбувшись від всіх недоліків методу збурень, теорія не здобуде бажаної досконалості, тобто  труднощі мають не математичну, а фізичну природу. Вказується, наприклад, що розгляд обмеженого числа типів полів неправомірний, оскільки всі поля взаємопов'язані. Можливо, послідовний розгляд всіх полів у їхніх взаємодії (включно з гравітаційним) приведе до правильного і непротирічного опису явищ.
Перегляд уявлень про взаємодію типовий також для так званих перехресних локальних квантових теорій поля, які виходять з припущення, що взаємодія між полями «розмазана», оскільки визначається не тільки значеннями цих полів в одній і тій же точці простору і в однакові моменти часу. Вимоги теорії відносності накладають досить жорсткі обмеження на можливі типи «розмазування», що, зокрема, призводить до виникнення проблеми причинного опису в перехресних локальних теоріях.
Ще одна тенденція: причина труднощів вбачається в тому, що сучасна теорія намагається надмірно деталізувати опис явищ у мікросвіті. Подібно до того, як при переході від класичної механіки до квантової втрачають сенс такі класичні уявлення, як траєкторія частинки, простеження її координати у всі чергові моменти часу, неможливо (і неправильно) намагатися описати в прийнятих поняттях детальну картину еволюції поля у часі — можна лише ставити питання про ймовірність переходу з початкових станів поля, коли взаємодія ще не почалася, кінцеві стани, коли вона вже закінчилося. Завдання полягає в знаходженні законів, що визначають ймовірності таких переходів (зауважимо, що така програма фактично виходить за рамки традиційної квантової теорії поля). На перший план при цьому виступає оператор S-матриця, що встановлює зв'язок між вектором стану {\displaystyle \psi (-\infty )} в нескінченному минулому {\displaystyle t=(-\infty )} і вектором {\displaystyle \psi (+\infty )}, що належить до нескінченного майбутнього: {\displaystyle {\frac {\psi (+\infty )}{\psi (+\infty )}}=S\psi (-\infty )}. Проблема полягає в знаходженні законів, що визначають S-матрицю, причому таких законів, які не ґрунтувалися б на деталізованому описі еволюції системи у всі проміжні між {\displaystyle t=(-\infty )} та {\displaystyle t=(+\infty )} моменти часу. Про  можливості, що відкриваються тут, можуть, наприклад, свідчити дослідження, що базуються на розгляді залежності S-матриці від заряду і призводять до нових типів розв'язків задач квантової теорії поля.
Не можна не згадати, нарешті, ще про одну поширену думку, згідно з яким для усунення дефектів теорії необхідний радикальний крок, принципово нова ідея, в результаті якої буде введено в розгляд нову універсальну сталу, наприклад фундаментальну (елементарну) довжину. Вже неодноразово робилися спроби перегляду уявлень про простір і час, також використовують уявлення про таку фундаментальну довжину.
Аналіз причин, що призводять до появи труднощів в теорії, має велике значення. Але чи не найбільшу роль відіграють нові шляхи розвитку теорії.

## Майбутнє квантової теорії поля
Стандартна модель, заснована на загальних принципах квантової теорії поля, дозволила пояснити масу експериментальних фактів, проте наприкінці 1990-х і на початку 2000-х років були відкриті нові явища, які не описуються Стандартною моделлю, що вказує на необхідність подальшого розвитку квантово-теоретичних уявлень. Передбачається, що вони будуть пов'язані з відкриттям нових типів симетрії квантового мікросвіту, наприклад, симетрії між ферміонами — частинками  зі спіном 1/2, що відіграють роль базових, і бозонами — частинками з цілими значеннями спіну, що виконують роль посередників у взаємодіях. У цьому випадку виникають теоретичні схеми, які називають суперсиметричними. Однак нових частинок, які передбачаються ними, поки експериментально не знайдено.
Поряд з цим сьогодні широко досліджуються можливості об'єднання Стандартної моделі з квантовою теорією гравітації, в якій сили тяжіння описуються як поля своїх «елементарних частинок» — гравітонів. В цих намірах корисно врахувати теоретичне дослідження Ефіру-вакууму, який швидше перевантажився би перенесенням прямої маси гравітонів і не мав би такої прозорості на неймовірні віддалі, ще досі не обмежені оптикою. Викликає певний інтерес, зокрема, і для повноти Стандартної Моделі, розгляд гравітації як роботи матеріального Ефіру, у версії його найпростішої структури, швидше за все, на мінімальній величині частинок двох знаків "-" і "+". Дуже переконливо вона представлена у роботі. Характерно, що без бачення саме такої будови "вакууму", дуже вірогідною в питанні гравітації стає позиція Ісаака Ньютона, що, як відомо, намагався спиратися на прості докази за правилом т.зв. Бритви Оккама. Цікава така версія і тим, що спрощує Модель і наше розуміння світобудови простою відсутністю потреби в Гравітоні, гравітаційних хвилях і пов'язаних з ними дорогих досліджень, вивільняючи кошти, апаратуру та час вчених для пошуку в більш нагальних питаннях пізнання.
Пройшовши шлях від квантової електродинаміки до Стандартної моделі елементарних частинок, квантова теорія поля довела, що вона є одним з найважливіших інструментів пізнання світу, що з'єднує фізичні моделі з вищими областями математики. Сьогодні вона застосовується не тільки у фізиці мікросвіту — вона використовується в багатьох галузях теоретичної фізики: теорії твердого тіла, фізиці полімерів, теорії турбулентності, теорії критичних явищ, статистичній фізиці та інших.

## Класифікація полів
Поля поділяються на заряджені/незаряджені
Поля поділяються на масивні/безмасові
1. Скалярне поле {\displaystyle \phi (x)}

1.1. Незаряджене скалярне поле (описується дійсною функцією {\displaystyle \phi (x)})

1.2. Заряджене скалярне поле (описується комплексною функцією {\displaystyle \phi (x)})

2. Векторне поле

3. Спінорне поле
 Поле піонів
Нейтринне поле

## Рекомендована література
- Ребенко О. Л. Основи сучасної теорії взаємодіючих квантованих полів. — К. : Наукова думка, 2007. — 539 с.
- Блохинцев Д. И. Основы квантовой механики. — М. : Наука, 1983. — 664 с.
- Бом Д. Квантовая теория = Quantum Theory. — М. : Наука, 1965. — 729 с.
- Боголюбов Н. Н., Ширков Д. В. Введение в теорию квантованных полей. — М. : Наука, 1984. — 600 с.
- Бьёркен Дж. Д., Дрелл С. Д. Релятивистская квантовая теория = Relativistic Quantum Mechanics, Relativistic Quantum Fields. — М. : Наука, 1978. — 296+408 с.
- Вайнберг С. Квантовая теория поля = The Quantum Theory of Fields. — М. : Физматлит, 2003. — Т. 1, 2. — 648+528 с.
- Вайнберг С. Квантовая теория полей = The Quantum Theory of Fields. — М. : Фазис, 2002. — Т. 3. — 458 с.
- Вентцель Г. Введение в квантовую теорию волновых полей = Einführung in die Quantentheorie der Wellenfelder. — М. : ГИТТЛ, 1947. — 292 с.
- Зи Э. Квантовая теория поля в двух словах = Quantum Field Theory in a Nutshell. — Ижевск : РХД, 2009. — 632 с.
- Ициксон К., Зюбер Ж.-Б. Квантовая теория поля = Quantum Field Theory. — М. : Мир, 1984. — 448+400 с.
- Ландау Л. Д., Лифшиц Е. М. Квантовая механика. Нерелятивистская теория // Теоретическая физика. — М. : Физматлит, 2008. — Т. 3. — 800 с.
- Мессиа А. Квантовая механика = Mécanique quantique. — М. : Наука, 1978—1979. — 480+584 с.
- Пескин М., Шрёдер Д. Введение в квантовую теорию поля = An Introduction To Quantum Field Theory. — Ижевск : РХД, 2001. — 784 с.
- Препарата Дж. Реалистическая квантовая физика = An Introduction to a Realistic Quantum Physics. — М.-Ижевск : ИКИ, 2005. — 124 с.
- Райдер Л. Квантовая теория поля = Quantum Field Theory. — М. : Мир, 1987. — 512 с.
- Рамон П. Теория поля: Современный вводный курс = Field Theory: A Modern Primer. — М. : Мир, 1984. — 332 с.
- Умэдзава Х. Квантовая теория поля = Quantum Field Theory. — М. : ИЛ, 1958. — 384 с.
- Фейнман Р. Квантовая электродинамика = Quantum Electrodynamics. — М. : Мир, 1964. — 218 с.
- Швебер С. Введение в релятивистскую квантовую теорию поля = An Introduction to Relativistic Quantum Field Theory. — М. : ИЛ, 1963. — 844 с.
- Мигдал А. Б. Качественные методы в квантовой теории поля.
- Грибов. Квантовая электродинамика.
- Кушниренко А. Н. Введение в квантовую теорию поля. Пособие для вузов.
- Гейзенберг В. Фізика і філософія.